# Banana Guard

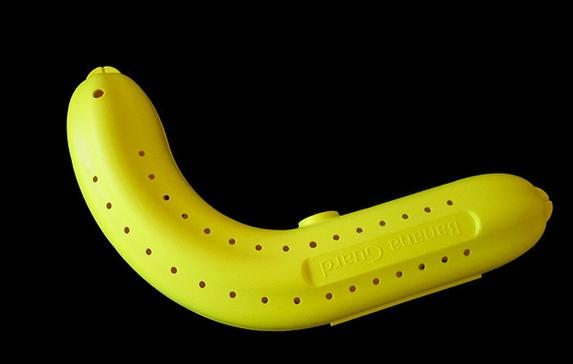
Banana Guard.

Banana Guard är ett plastskal vars uppgift är att skydda bananer och skall passa ca 90-95% av bananer som säljs i affärer.
Skalet har små ventilationshål som låter frukten andas och därmed hålla längre.

## Historia
Banana Guard säljs av företaget Aberrant designer Inc. Idén föddes 1999 (och blev patenterad 2003) av Dr David Agulnik, Dr Amin Sajan och Dr Sunil Mangal, tre läkare på en akutmottagning i British Columbia, Kanada. David Agulnik arbetade nattskift och skulle ta sin banan ur sin påse och såg att den var mörbultad och tänkte för sig själv "Varför kan man inte ha en behållare för att skydda sina bananer? ". Därefter gjordes en prototyp av lera och glasfiber. När prototypen var klar hörde han en annons på radio där folk uppmanades att ringa in med egna idéer, vilket han gjorde.
"As emergency room doctors we see trauma on a daily basis. The thing is, it's completely preventable. What we're talking about is... traumatized banana." Dr David Agulnik